# Řečík terebintový

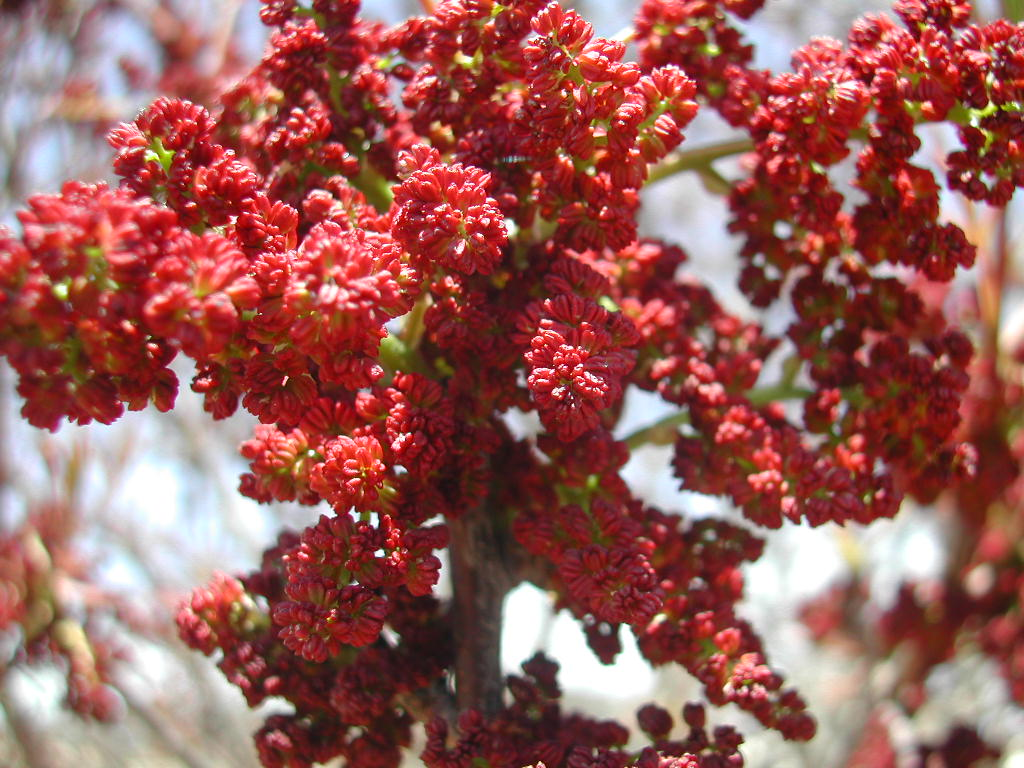
Květenství

Řečík terebintový (Pistacia terebinthus) je keř nebo malý strom rodu řečík (Pistacia). Z naříznuté kůry roní vonnou pryskyřici používanou dříve jako léčivo a k přípravě barev. Je rozšířen po celém Středomoří. Ve východním Středomoří roste poddruh Pistacia terebinthus subsp. palaestina (řečík palestinský), někdy rozlišovaný jako samostatný druh.

## Původ slova
Řecky: τερμινθος/τερεβινθος = terpentinový strom (Terpentinbaum)